# يوليوس قيصر (مسرحية)

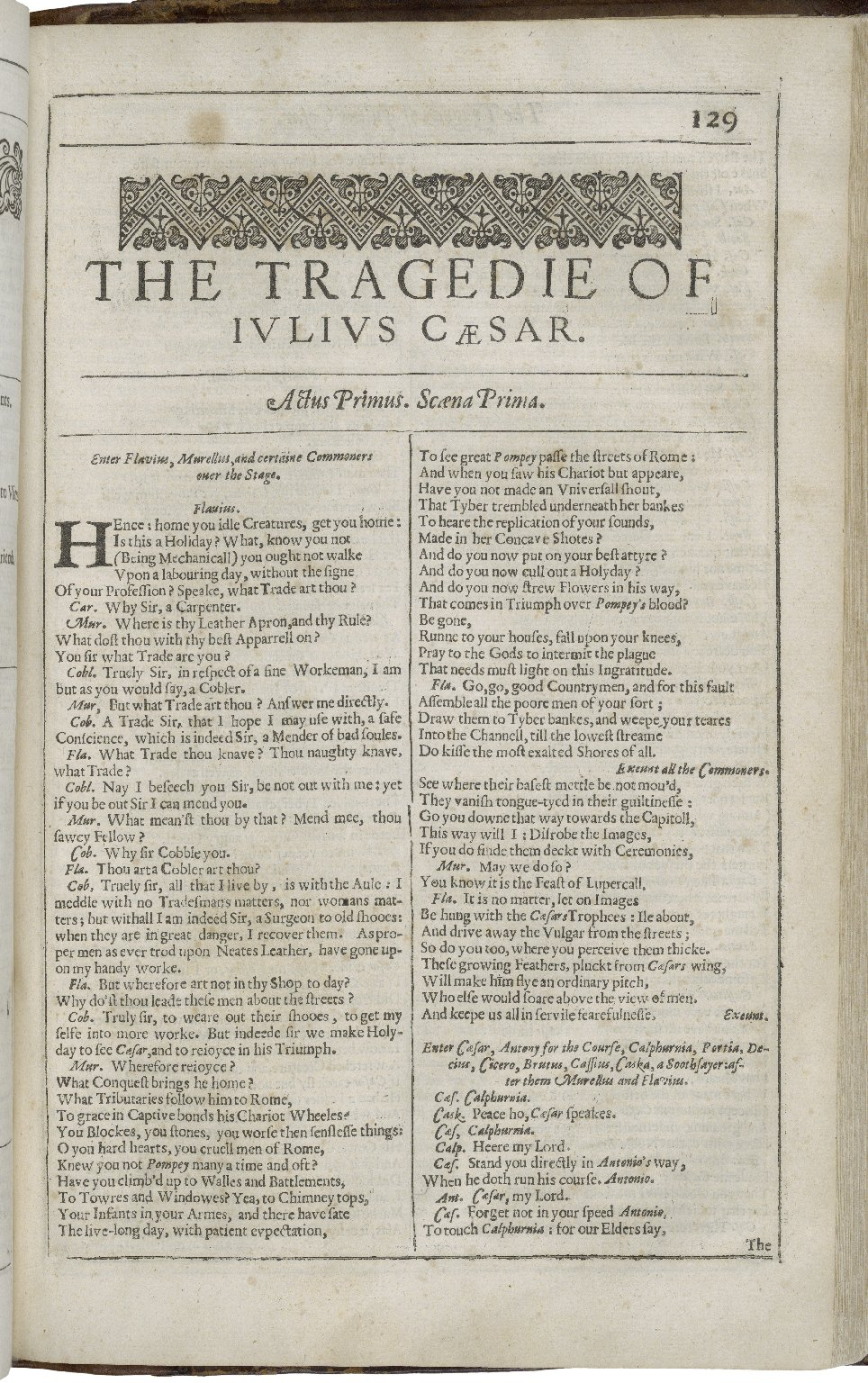
الصفحة الأولى من المسرحية طبعت عام 1632

يوليوس قيصر مسرحية تراجيدية للكاتب الإنجليزي وليم شكسبير. تتكون من 5 فصول. استمد شكسبير موضوعها وحوادثها من حياة يوليوس قيصر وماركوس أنطونيوس. يعتقد النقاد أنها المسرحية الأولى من المسرحيات الرومانية الثلاث التي كتبها شكسبير. أما المسرحيتين الآخرتين هما «أنطونيو وكليوبترا» و«كوريولانس».

## ملخص المسرحية
يحتفل الرومانيون بمهرجان الخصب ويبتهجون لانتصارات «قيصر» العسكرية على أعدائه.
لكن هذا لا يمنع من وجود أعداء له دبت فيهم الغيرة والحسد. فمنذ البداية نرى «فلافيوس» و«مارولوس» يأتيان إلى جمع كان قد تجمع ليطري ويمجد ويهتف لـ «قيصر». فينتزعا النصب التذكارية كما يأمران الجمع بأن يذهب إلى المنازل ويذكروا ويبكوا مصير «بومباي» على أيدي «قيصر». ثم نرى نبلاء آخرون يبحثون باهتمام بالغ تزايد سلطان «قيصر» وطموحه الذي لا حدود له. ثم نرى عرافا يتبع «قيصر» في موكبه ويحذره من منتصف آذار. ويبدو بعد ذلك «كاسيوس» ألد اعداء «قيصر» يتحدث إلى «بروتوس» عن عدم كفاءة قيصر لأن يحكم الدولة كما يحاول أن يشكك «بروتوس» بـ «قصير» إذ يتساءل «كاسيوس» لماذا أصبح اسم «قيصر» مقرونا باسم روما بينما هناك في المدينة العديد من الشخصيات من أصحاب الكفاءة، يستحقون الشكر والثناء والشهرة لأنهم قاموا بخدمة بلادهم. وأثناء حديثهما، يسمع الاثنان صيحة هائلة صادرة عن الحشد المجتمع في ساحة الاحتفال. فيعلمان فيما بعد من «كاسكا» الاستقراطي بأن «ماركوس انطونيوس» قدم التاج إلى «قيصر»، لكنه رفضه ثلاثة مرات. يقرر «كاسيوس» و«بروتوس» ان يجتمعا مرة أخرى كي يبحثا في شؤون روما وخطر «قيصر» في أن يصبح الحاكم المطلق على الامبرطورية. وفي ذلك الحين يدخل قيصر ويراهما معا فيدب فيه الشك حول «كاسيوس» الذي لم تكن هيئته تبعث على الاطمئنان في النفس، إذ كان هزيل الجسم، غيورا، يطمع بحياة الجاه والسلطان، لأن «قيصر» يفضل أن يكون حوله رجال بدينون ومرحون لا يفكرون في السياسة.
كانت خطة «كاسيوس» أن يشرك «بروتوس» في مؤامرته بالإطاحة بـ «قيصر»، لأن «بروتوس» كان محترماً ومحبباً إلى قلب الشعب الروماني، وهكذا يسهل القضاء على قوة «قيصر» فيما إذا انضم «بروتوس» إلى حلقته التآمرية. لكن الصعوبة كيف يضمه اليه ضد «قيصر»، خاصة وأن «بروتوس» كان رجلا شريفا لا يعرف الخيانة سوى أنه يقف أيام المحن لمصلحة البلاد عامة.
فيقرر «كاسيوس» أن يكتب له عدة رسائل بخطوط عديدة يحذره فيها أصحابها من «قيصر» وخطر سلطاته الواسعة على روما وشعبها. وهكذا يأمل أن يضع «بروتوس» مصلحة البلد فوق مصالحه الشخصية ويقوم بالاجراءات التي تنفع بلده. ويضع أحد أصحابه الرسائل سرا في الليل على باب منزل «بروتوس» ويرحل.
أما فحوى هذه الرسائل فانه يطلب من «بروتوس» ان يطيح بـ «قيصر» وينقذ روما منه.
لكن بروتوس يدب النزاع في نفسه، أيصغي إلى صوت الشعب ويحقق ارادته، أم لا؟.. ويؤثر هذا النزاع على تفكيره، إذ زوجته «بورشيا» تشتكي أن جفنه لم يغمض طيلة هذه الليلة، وأنه ظل يتجول في المنزل دون كلل وعلامات الكآبة بادية على وجهه. وأخيراً يقرر الانضمام إلى «كاسيوس» وبقية المتآمرين، بعد أن يتذكر أن أجداده وأسلافه أنقذوا روما ذات يوم من «تاركوين» الديكتاتور.
و عندما يجتمع المتآمرون يوافق «بروتوس» على اغتيال «قيصر» في صباح اليوم التالي الواقع في الخامس عشر من آذار.
و في ليلة الرابع عشر من آذار تضطرب الطبيعة، وتبدو أنوار غريبة في السماء، وتنشق القبور وتسير الأشباح، ويهيمن جو من الرعب على المدينة. كما أن زوجة «قيصر» تشاهد أثناء نومها تمثال زوجها مطعونا تنفر منه الدماء.
و عندما يأتي الصباح تطلع زوجها على الحلم وتطلب منه عدم الذهاب إلى مجلس الشيوخ في هذا اليوم.
و عندا ينصاع لطلبها بالبقاء في المنزل، يدخل أحد المتآمرين ويقنع الديكتاتور بأن «كالبورنيا» كانت عصبية المزاج، ويفسر الحلم بأنه بشير بشعبية «قيصر» الواسعة في روما، وأن الجراح الدامية هي رمز لسلطة «قيصر» وسلطانه على كافة الرومان.
ثم يصل بقية المتآمرين ليرفعوا أيه شبهة عنهم وليطمئنوا إلى أن «قيصر» سيذهب إلى مجلس الشيوخ في هذا اليوم.
و بينما يكون «قيصر» في طريقه إلى مركز الشيوخ، تظهر له بشائر الشر ملاة أخرى. اد يسلمه شخص ورقة يعلمه فيها بالمؤامرة، لكن قيصر لا يقرأ هذه الورقة.
و عندما يناديه العراف ويحذره من الخامس عشر من آذار يصم اذنيه ولا يكترث للأمر.
و في قاعة مجلس الشيوخ يتمكن المتآمرون من ابعاد «انطونيو» عن «قيصر» والهائه. ثم يحلق المتآمرون حول «قيصر» ويطلبون منه أن يعيد «بوبوليوس سمبر» من المنفى.
و عندما يرفض الطلب يهاجمه المتآمرون ويطعنونه بخناجرهم، فيقع على الأرض قتيلا.
و بدهاء ومكر يتعمد «أنطونيو» بأنه يؤيد المتآمرين. وبذلك يستعيد مكانته ومدحهم له.
و يلبى له طلبه بأن يؤبن «قيصر» في جنازته بعد خطاب «بروتوس» بالرغم من معارضة «كاسيوس» له.
و يخاطب «بروتوس» العامة بصراحة وصدق وآمانة، فيشرح دوره في المؤامرة ويصرح بأن حبه واخلاصه لروما وشعبها جعله يقف موقفا سلبيا من «قيصر»، وبالتالي أن يتخلص منه لمصلحة روما العامة.
فتحييه الجماهيير وتوافق على رأيه بشأن «قيصر» بأنه كان طاغية مستبد يستحق الموت.
و يأتي دور «أنطونيو» كي يخاطب الجماهيير، فيتحدث اليهم بذكاء وبراعة وقوة فيتمكن من السيطرة على عقولهم وبالتالي يقلبهم على المتآمرين بقوله: بالرغم من أن «قيصر» كان طاغية مستبدا، فانه بذل جهده من أجل مصلحة شعبه وبلاده.
و تثور ثائرة الجماهير وتغضب بسبب اغتيال «قيصر» مما اضطر المتآمرين إلى الهرب من روما وانقاذ حياتهم.
و تنقسم الجماهير إلى معسكرين. المعسكر الأول يؤيد «ماركوس انطوني» و«اكتافيوس قيصر» و«ايمبليوس ليبيدوس».
أما المعسكر الآخر فيؤيد «بروتوس» و«كاسيوس».
و في سارديس يقع جدال بين «بروتوس» و«كاسيوس» حول أمور بسيطة. وأثناء اجتماعهما يُعلم «بروتوس» «كاسيوس» أن «بروشيا» انتحرت بسبب غموض نتيجة الخرب الأهلية الكئيبة.
و يصاب «كاسيوس» بصدمة بسبب وفاة أخته، فيوافق «بروتوس» بعد جل قصير على أن يغادرا معسكرهما ويقابلا أعدائهما على سهول الفيلبي.
في بداية المعركة تسيطر قوات «بروتوس» على قوات «أكتافيوس». في حين تسيطر قوات «أنطوني» على قوات «كاسيوس» وتكبدهم الخسائر الفادحة. وفي صبيحة اليوم الثاني يرسل «كاسيوس» أحد أتباعه ليتأكد له من أن القوات التي تقترب منه هي قوات العدو أم هي قوات «بروتوس».
و عندما يرى «كاسيوس» أن «تيتينيوس» قد نزل عن حصانه بين جنود غرباء، يظن أن هؤلاء جنود الأعداء، لكنهم في الحقيقة جنود حليفة «بروتوس». فيأمر خادمه «بيداروس» أن يفتله. وعندما يعود «تيتينيوس» والجنود إلى «كاسيوس» ويشاهده قتيلا، يستل خنجره ويقتل نفسه.
أما «بروتوس» فتلقى قواته أخيرا الهزيمة على أيدي «أنطونيو» ورجاله. فينتحر بأن يأمر خادمه أن يمسك له السيف في حين يهوي هو على السيف.
و هكذا تكون نهاية المأساة.

## شخصيات المسرحية
- قيصر وجماعته:
- قيصر - حاكم روما الذي يأمل بمزيد من السلطان.
- كالبورنيا - زوجة قيصر.
- مارك أنطونيو - صديق حميم لقيصر.
- أوكتافيوس قيصر - ابن أخ قيصر ووريثه.
- ماركوس ايميليوس ليبدوس - يحكم روما مع أنطونيو وأوكتافيوس بعد اغتيال قيصر.
- ارتيمدورس - أستاذ يحاول تحذير قيصر من المؤامرة

 المتآمرون:
- ماركوس بروتوس - أحد قادة المتآمرين الذين ينوون قتل يوليوس قيصر. يفكر دوما بمصلحة بلاده.
- بروشيا - زوجة بروتوس.
- كايوس كاسيوس - أحد القادة المتآمرين ولولب المؤامرة.
- كاسكا - شريف ونبيل من نبلاء روما، لكنه متعجرف.
- تريبونيوس، ليغاريوس، متلوس سمبر - بقية المتآمرين على القيصر.
- فليفيوس، مارولوس - المدافعين عن حقوق العامة المناهضين للقيصر.
- لوشيليوس، تيتينيوس، ميسالا، كاتو فولو منيوس - أصدقاء تابعون لبروتوس وكاسيوس.
- فارو، كليتوس، كلوديوس، ستراتو، لوشيوس، دار دانيوس - خدم بروتوس.
- بينداروس - خادم كاسيوس.

## بناء المسرحية
بناء مسرحية يوليوس قيصر يتبع القاعدة الكلاسيكية.
- الفصل الأول: يصف الحالة، كأسباب العداء المتزايد تجاه قيصر.
- الفصل الثاني: يتطور العداء إلى مؤامرة ضد قيصر والتخلص منه.
- الفصل الرابع: يمهد إلى الحل، إذ يؤكد اقتراب نهاية المتآمرين.
- الفصل الخامس: ينتهي بمأساة المتآمرين.

## وصلات خارجية
- نسخة مترجمة لمسرحية يوليوس قيصر من قبل مؤسسة هنداوي للتعليم والثقافة